# Alcalde de Andes (Antioquia)
El Alcalde de Andes es el jefe ejecutivo del gobierno del municipio de Andes. Es el jefe de gobierno y de la administración municipal, representando legal, judicial y extrajudicialmente al municipio. Es un cargo elegido por voto popular para un periodo de cuatro años, que en la actualidad es ejercido por Carlos Alberto Osorio Calderón para el periodo 2020-2023. El Despacho del Alcalde y sede del gobierno municipal se encuentra ubicado en el Palacio Municipal de Andes
Andes fue fundado el 13 de marzo de 1852 por Pedro Antonio Restrepo Escobar y en sus principios el gobierno estuvo asignado a un corregidor, porque todavía no había adquirido la calidad de municipio. En 1853 figuraba como distrito de la provincia de Medellín según ordenanza 13 del 15 de diciembre, pero en 1855 se redujo a corregimiento. Fue erigido como municipio el 14 de julio de 1870. Su primer mandatario fue Crisanto Villa, como corregidor (luego de la fundación), el primer alcalde, luego de erigido municipio fue Ramón Antonio Uribe (1870) y el primer Alcalde por elección popular fue Guillermo Orlando Sierra Vélez.
El Alcalde es la primera autoridad del municipio, y a partir de 1988 es elegido popularmente con el sistema de mayoría simple,para un periodo de cuatro años sin reelección inmediata. Su mandato comienza el 1 de enero siguiente al año de la elección. Su tarea primordial es ejecutar durante su período de gobierno un Plan de Desarrollo con el cual se mejore la calidad de vida de los ciudadanos.
Entre sus funciones principales está la administración de los recursos propios de la municipalidad, velar por el bienestar y los intereses de sus conciudadanos y representarlos ante el Gobierno Nacional, además de impulsar políticas locales para mejorar su calidad de vida, tales como programas de salud, vivienda, educación e infraestructura vial y mantener el orden público.
Corresponde al Despacho del Alcalde la toma de decisiones y representación legal y política del Municipio, definir el orden de prioridades en el cumplimiento de los objetivos y metas, el equilibrio entre el liderazgo interno y externo, integrar y coordinar las funciones básicas de la Administración Municipal como son: proporcionar servicios a la comunidad, obtener recursos financieros para la realización de proyectos comunitarios, liderar el proceso gerencial de la Administración en procura de mejorar la eficiencia y eficacia.
El despacho del Alcalde cumplirá las funciones establecidas en el artículo 315 de la Constitución Nacional, así como las consagradas en las demás normas que modifiquen o sustituyan y entre otras.

## Atribuciones del Alcalde
El artículo 314 de la constitución de 1991 establece que un alcalde es el jefe de la administración local y el representante legal de un municipio. Este debe ser elegido popularmente para un periodo de tres años, no reelegible para el periodo siguiente.
Estas son las atribuciones que la Constitución establece para los alcaldes en Colombia:
1. Cumplir y hacer cumplir la Constitución, la ley, los derechos del Gobierno, las ordenanzas, y los acuerdos de Concejo.
2. Conservar el orden público en el municipio, de conformidad con la ley y las instrucciones y órdenes que reciba el Presidente de la República y del respectivo Gobernador.
3. Dirigir la acción administrativa del municipio; asegurar el cumplimiento de las funciones y la prestación de los servicios a su cargo; Presentarlo judicial y extrajudicialmente y nombrar y remover a los funcionarios bajo su dependencia.
4. Suprimir o fusionar entidades y dependencias municipales, de conformidad con los acuerdos respectivos.
5. Presentar oportunamente al consejo los proyectos de acuerdo sobre planes y programas de desarrollo económico y social, obras públicas, presupuesto anual de renta y gastos y los demás que estime convenientes par la buena marcha del municipio.
6. Sancionar y promulgar los acuerdos que hubiera aprobado el Concejo y objetar los que considere inconvenientes o contrarios al ordenamiento jurídico.
7. Crear, suprimir o fusionar los empleos de sus dependencias.
8. Colaborar con el concejo para un buen desempeño de sus funciones, presentarle, informes sobre su administración y convocarlo a sesiones extraordinarios.
9. Ordenar los gastos municipales de acuerdo con el plan de inversión y el presupuesto.
10. Las demás que la Constitución y la ley señalen

Los Alcaldes pueden ser destituidos o suspendidos por el presidente o los Gobernadores en los casos señalados y determinados por la ley. Su mandato también puede ser revocado por voluntad popular.

## Titulares del Cargo

### Corregidores
Inicialmente los mandatarios de Andes, se llamaban Corregidores hasta 1870 cuando Andes fue elevado a la categoría de Municipio. Las personas que ostentaron el cargo de corregidores desde la fundación hasta 1870 fueron:
- Crisanto Villa.
- José Pablo Toro González.
- Juan Ramón Correa.
- Eulogio Atehortúa.
- Eusebio Jaramillo.
- Pedro Antonio Restrepo Escobar.

### Alcaldes de Andes (Entre 1870 y 1886)
El 14 de julio de 1870, Andes (Antioquia) es erigido Municipio; las personas que ocuparon el cargo de Alcaldes fueron:
- Ramón Antonio Uribe.
- Jesús María Uribe.
- Nicanor González.
- Juan Ramón Correa.
- Teodoro Mejía.
- José María Mejía Ochoa.
- Narciso Mejía.
- Faustino Restrepo.

### Alcaldes de Andes (Entre 1887 y 1987)
- 1887: Victoriano Upegui.
- 1888: Manuel Jesús Ochoa.
- 1889: Jesús María Restrepo.
- 1890: Salvador Escobar - Demetrio Mesa.
- 1891-1893: Félix Peláez M.
- 1894: Luis María Restrepo - Manuel J. Ochoa - Jesús María Jaramillo.
- 1895: Quiterio Roldán - Félix Peláez M.
- 1896: Benedicto Restrepo.
- 1897-1899: Félix Peláez M.
- 1900: Pastor Ochoa - Ramón Correa.
- 1901: Manuel González.
- 1902: Pastor Ochoa.
- 1903: Juan Pablo Abad.
- 1904: Jesús María Araque.
- 1905: Esteban González - Ramón Correa.
- 1906: Ramón Correa.
- 1907: Ramón Restrepo.
- 1908: Ramón Restrepo - José Vicente Abad.
- 1909-1911: José Vicente Abad - Félix Peláez M.
- 1912: Luis Correal - Germán Uribe.
- 1913: Luis Correal - Germán Uribe - Félix Duque.
- 1914: Luis Correal - Santiago Martínez.
- 1915: Luis Correal - Germán Ochoa - Félix Peláez M.
- 1916: Félix Peláez M. - Pastor Ochoa.
- 1917: Jesús María Angulo.
- 1918: Ramón Uribe - Luis Correal.
- 1919: Ramón Uribe - Eduardo Ramírez.
- 1920: Ramón Uribe.
- 1921: Félix Peláez M. - Santiago Martínez.
- 1922: Félix Peláez M.
- 1923: Félix Peláez M. - Jesús Muñoz.
- 1924: Félix Peláez M.
- 1925: Félix Peláez M. - Rafael Cadavid.
- 1926: Antonio Hoyos.
- 1927-1928: Francisco Restrepo.
- 1929: Juan De Dios Restrepo - Francisco Restrepo.
- 1930: Juan de Dios Restrepo.
- 1931: Isaac Elorza.
- 1932: Francisco Restrepo - Germán Uribe - Jorge Liévano.
- 1933: Jorge Liévano - Martín Olano - Aureliano Echeverri.
- 1934: Jorge Liévano - Félix Escobar - Aureliano Echeverri.
- 1935: Félix Escobar - Gustavo Gaviria.
- 1936: Feliciano Robledo - Gustavo Restrepo - Aureliano Echeverri - Joaquín Restrepo.
- 1937: Joaquín Restrepo - Gabriel Uribe.
- 1938: Gabriel Uribe.
- 1939: Virgilio Arias - Luis Cárcamo.
- 1940: Luis Cárcamo - Jorge Santamaría - Luis Bermúdez.
- 1941: Jorge Santamaría.
- 1942: Jorge Santamaría - Luis Angulo - Germán Gutiérrez.
- 1943: Germán Gutiérrez.
- 1944: Germán Gutiérrez - Horacio Cano.
- 1945: Luis Cárcamo.
- 1946: Efraín Isaza.
- 1947: Rafael Peláez - Alfonso Posso.
- 1948: Luis Rivas.
- 1949: Luis Rivas - Enrique Correa.
- 1950: Enrique Correa - Fernando Toro - Roberto Gaviria.
- 1951: Rafael Peláez - Samuel Peláez - Julio Jaramillo - Fernando Toro.
- 1952-1953: Rafael Peláez.
- 1954: Rafael Peláez - Luis Bermúdez.
- 1955: Luis Bermúdez.
- 1956: José Betancur - Gerardo Londoño.
- 1957: Gerardo Londoño - Miguel Ángel Echeverri.
- 1958: Augusto Naranjo Serna - Francisco Tobón.
- 1959: Jesús Antonio Arango - Augusto Naranjo Serna.
- 1960: Luis Cárcamo - Jesús Antonio Arango.
- 1961: Luis Cárcamo - Alfonso Cano - Víctor Guerra.
- 1962-1963: Joaquín Rodríguez.
- 1964: Joaquín Rodríguez - Gustavo Vélez.
- 1965: Roberto Gaviria - Juan Bernal González - Román Uribe Restrepo.
- 1966-1967: Carlos Muñoz - Silvio Ledesma.
- 1968: Carlos Muñoz - Ramón Franco Correa - Hernando Toro.
- 1969: Ramón Franco - Darío Santamaría.
- 1970: Darío Santamaría.
- 1971: Milciades Hincapié - Rodrigo Vélez.
- 1972: Carlos Ossa Lema.
- 1973: Fabio Henao Cruz.
- 1974: Jaime Restrepo - Néstor Pérez.
- 1975: Jaime Restrepo.
- 1976: Carlos Muñoz - Luis Carlos Cárdenas.
- 1977: Beatriz Sánchez - Néstor Gómez.
- 1978: Néstor Gómez - Fernando Escobar.
- 1979: Darío Marín Hoyos - Fernando Escobar.
- 1980: Jorge Humberto Uribe.
- 1981: Joaquín Rodríguez - Jorge Arturo Yépez.
- 1982: Alberto Arroyave.
- 1983: Alberto Arroyave - Mariela Ramírez López.
- 1984: Guillermo Gallón - Guillermo Zapata.
- 1985: Álvaro Velásquez.
- 1986: Álvaro Velásquez - Guillermo Rosas Tascón.
- 1987: Guillermo Rosas Tascón.[2]

### Alcaldes de Andes (desde 1988, elegidos por voto popular)
Conservador / Alas Equipo Colombia
     Liberal / C. Democrática / La U
| Periodo                                      | Foto | Alcalde                         | Partido              | Comentarios |
| -------------------------------------------- | ---- | ------------------------------- | -------------------- | --- |
| 1 de junio de 1988 - 31 de mayo de 1990      |      | Guillermo Orlando Sierra        | Partido Conservador  | Primer alcalde elegido por voto popular para un periodo de dos años. |
| 1 de junio de 1990 - 2 de diciembre de 1991  |      | Luis Guillermo Rosas Tascón     | Partido Liberal      | Desde junio de 1990, alcalde municipal de Andes. |
| 3 de diciembre de 1991 - 31 de julio de 1992 |      | Gabriel Hernán Gaviria Betancur | Partido Liberal      | Desde diciembre de 1991, Encargado tras renuncia de Guillermo Rosas Tascón. |
| 1 de junio de 1992 - 31 de diciembre de 1994 |      | Nevardo Morales Marín           | Partido Conservador  | |
| 1 de enero de 1995 - 31 de diciembre de 1997 |      | Jaime Arbeláez Restrepo         | Partido Conservador  | Primer periodo extendido a tres años (Constitución Política, Artículo 314) |
| 1 de enero de 1998 - 31 de diciembre de 2000 |      | Rafael Ángel Pareja Quintero    | Partido Liberal      | Electo alcalde con 3.757 votos, venciendo al candidato del Partido Conservador Norberto Acevedo con 3.141 votos.                                                                                  |
| 1 de enero de 2001 - 31 de diciembre de 2003 |      | Jaime Arbeláez Restrepo         | Partido Conservador  | Segundo mandato. Con 5.397 votos, venció al candidato del Partido Liberal Juan Carlos Gallego que registró 4.636 sufragios.                                                                       |
| 1 de enero de 2004 - 31 de diciembre de 2007 |      | Julio Humberto Arboleda Mejía   | Colombia Democrática | Registró 6.723 sufragios, frente a los 6.051 de su contendor, el candidato del Equipo Colombia, Luis Horacio Gallón Arango; Primer periodo extendido a cuatro años (Acto Legislativo 02 de 2002). |
| 1 de enero de 2008 - 31 de diciembre de 2011 |      | Luis Horacio Gallón Arango      | Alas Equipo Colombia | Registró 9.984 votos, frente a los 5.343 de su contendor, el candidato de Colombia Democrática, Juan Felipe Lemos.                                                                                |
| 1 de enero de 2012 - 31 de diciembre de 2015 |      | Elkin Darío Jaramillo Jaramillo | Partido Conservador  | Sacó 8.293 votos, frente a los 6.314 de su contendor, el candidato del Partido de la U, John Jairo Mejía Aramburo.                                                                                |
| 1 de enero de 2016 - 31 de diciembre de 2019 |      | John Jairo Mejía Aramburo       | Partido de la U      | Electo alcalde en las Elecciones locales de 2015 con 9.311 votos, donde venció a Álvaro Pareja del Partido Conservador, que registró 8.251 sufragios.                                             |
| 1 de enero de 2020 - 31 de diciembre de 2022 |      | Carlos Alberto Osorio Calderón  | Coalición CD - La U  | Electo alcalde en las Elecciones locales de 2019 con 7.105 votos, donde venció a Germán Vélez del Partido Conservador, que registró 5.306 sufragios.                                              |